# Brandt-denevér
A Brandt-denevér (Myotis brandtii) az emlősök (Mammalia) osztályának a denevérek (Chiroptera) rendjéhez, ezen belül a kis denevérek (Microchiroptera) alrendjéhez és a simaorrú denevérek (Vespertilionidae) családjához tartozó faj.

## Előfordulása
Elsősorban Közép és Észak Európában elterjedt. Hiányzik a Skandináv-félsziget északi részéről valamit Nyugat Európából és a déli félszigetekről. Megtalálható Észak-Ázsiában is. Élőhelye víztestekhez, erdőkhöz kötött.

### Kárpát-medencei előfordulása
A Brandt-denevér Magyarországon szórványosan elterjedt faj. A legtöbb előfordulás a Északi-középhegységből és a Bakonyból ismert.

## Megjelenése
Nehezen határozható faj, összetéveszthető a bajuszos denevérrel, illetve a nimfadenevérrel. Jó azonosítási pontosságot ad a homlokrész végigsimítása, ahol az orrcsont és a fejtető közel egy síkban van, míg pl. a bajuszos denevérnél láthatóan és tapinthatóan magasabb a homlok. A kisméretű Myotis fajok közzé tartozik, fülei nagynak tűnnek az állat méretéhez képest. A kifejlett egyedeknél a bunda színe a háti oldalon világosbarna, aranyszínű beütéssel, míg a hasi oldal világosszürke, sárga beütéssel. A fül és a fülfedő alsó része világosabb, mint a környező részek. A fogazat esetében az alsó második előzápfog hasonló nagyságú, mint az első. Alkarhossza 3,3 – 3,8 cm. Testtömege 5 - 7 g.

## Életmódja
A téli időszakot szintén faodvakban, esetlegesen barlangokban vészeli át. Vadászterületei víztestek mentén, erdők szélén találhatóak. Röpte gyors, hirtelen fordulatokkal megszakított, a szapora szárnycsapások miatt lepkeszerű. Táplálékát túlnyomórészt lepkék, pókok és kétszárnyúak teszik ki. Helyhez kötött faj, az átlagos vándorlási távok 40 km alatt vannak. A legmagasabb feljegyzett életkorok 25-28 év körüliek, de szibériai területről ismertek rekordéletkorú 38-41 éves példányok is.

## Szaporodása
A párzási időszak ősszel következik be. A nőstény csupán 1 utódnak ad életet júniusban vagy júliusban. Szülőkolóniái legtöbbször idős, odvas fákban találhatóak, ezek egyedszáma kivételesen haladja meg a pár tízet. Háromhetes korban tud repülni, és képes táplálékot szerezni.

## Természetvédelmi állapota
Ritkább, mint rokona, a bajuszos denevér. Populációi főképp a természetes élőhelyek fokozott eltűnése által vannak fenyegetve. Védelmi intézkedések lehetnek az idős erdők és nedves területek védelme, valamint az élőhely pusztulásának megakadályozása. Hazánkban védett faj, természetvédelmi értéke 50 000 Ft.